# 822
Évszázadok: 8. század – 9. század – 10. század
Évtizedek: 770-es évek – 780-as évek – 790-es évek – 800-as évek – 810-es évek – 820-as évek – 830-as évek – 840-es évek – 850-es évek – 860-as évek – 870-es évek
Évek: 817 – 818 – 819 – 820 –  821 – 822 – 823 – 824 – 825 – 826 – 827

## Események

### Európa
- Tavasszal Szláv Thómasz ismét ostromzár alá veszi Konstantinápolyt. II. Mikhaél császár flottája visszaveri a felkelők támadását és uralma alá vonja a Boszporuszt, a városvédők pedig kitörésekkel nyugtalanítják az ostromlókat. A patthelyzetben Mikhaél Omurtag bolgár kántól kér segítséget. Ősz végén (vagy a következő év elején) a bolgárok betörnek Trákiába; Thómasz visszaveri őket, de veszteségei miatt fel kell adnia az ostromot és táborba vonul.
- Jámbor Lajos frank császár attignyi palotájában nyilvános vezeklést tart I. Paszkál pápa előtt unokaöccse, Bernard halálért (Lajos megvakíttatta a lázadó Bernardot, aki két nappal később belehalt a procedúrába).
- A frankok végleg leverik a horvátországi szlávok lázadását. A felkelés vezetője, Ljudevit a szerbekhez menekül.
- Az idős Winigis spoletói herceg lemond trónjáról és kolostorba vonul (hamarosan meg is hal). Utódjául Lajos császár Suppo bresciai grófot nevezi ki.
- Meghal Eigil, a fuldai kolostor apátja. Utódjául Hrabanus Maurust választják meg.
- Utoljára említik hivatalosan az avarokat, amikor követeik megjelennek a frankfurti birodalmi gyűlésen. Ugyanitt megjelennek az ekkor először említett morvák követei is.
- I. Ceolwulf merciai király betör Walesbe és elpusztítja Degannwy várát.
- Meghal I. al-Hakam córdobai emír. Utóda fia, II. Abd al-Rahmán.
- A 822/823-as tél rendkívül hideg Európában, a nagy folyók (Rajna, Duna, Szajna) hónapokra befagynak.

### Abbászida Kalifátus
- Táhir ibn Huszajn horászáni kormányzó kihagyja al-Mamún kalifa nevét a pénteki imából, jelezve ezzel függetlenedési törekvését. Még aznap éjszaka megmérgezik, de a kalifa engedélyezi, hogy a kormányzói tisztség fiára, Talha ibn Táhirra szálljon.

## Születések
- I. al-Mutavakkil, abbászida kalifa

## Halálozások
- június 26. - Szaicsó, japán buddhista szerzetes
- I. al-Hakam, córdobai emír
- Muhammad ibn Umar al-Vákidi, muszlim történetíró
- Táhir ibn Huszajn, perzsa hadvezér
- Winigis, spoletói herceg

## Fordítás
- Ez a szócikk részben vagy egészben  a(z)   822 című angol Wikipédia-szócikk ezen változatának fordításán alapul.  Az eredeti cikk szerkesztőit annak laptörténete sorolja fel. Ez a jelzés csupán a megfogalmazás eredetét és a szerzői jogokat jelzi, nem szolgál a cikkben szereplő információk forrásmegjelöléseként.